# بريت وود
بريت وود (بالإنجليزية: Brett Wood)‏ هو موسيقي أسترالي، ولد في 31 مارس 1980.